# Севанський район
Севанський район — адміністративно-територіальна одиниця Вірменської РСР та Вірменії, що існувала в 1937–1995 роках.
Адміністративний центр району — місто Севан.
Утворений 1937 року. У 1995 році припинив існування внаслідок переходу Вірменії на новий адміністративно-територіальний поділ. Район поділявся на 9 сільських рад.